# Roman Nose
Vóhko'xénéhe, Woqini oder Woquini („Höckernase, Adlernase“), besser bekannt als Roman Nose, (* um 1823 in Colorado-Territorium; † 17. September 1868) gehörte den Notameohmésêhese („Nördliche Esser“, oft einfach Ȯhmésėhese / Omisis – „Esser“) der Nördlichen Cheyenne an, die zudem die mächtigste und größte Gruppe der gesamten Cheyenne Nation (Tsêhéstáno) war. Er war ein unter indianischen Feinden und Verbündeten sowie bei den US-Amerikanern berühmter Krieger und Mitglied der Krieger- bzw. Militärgesellschaft Hémo'eoxeso (Elk Warriors Society oder Elk Horn Scrapers), die bei den US-Amerikanern meist als Crooked Lance Soldiers bekannt war.

## Leben
Roman Nose bekämpfte vehement die Kansas Pacific Railway Eisenbahngesellschaft. Am 29. Oktober 1865 kämpfte er bei Platte Bridge (Wyoming) gegen eine US-Eskorte unter Leutnant Caspar Collins. Die gesamte Eskorte wurde getötet. 1866 protestierte er in Anwesenheit von General Palmer bei einer Ratsversammlung in der Nähe von Fort Ellsworth im heutigen Kansas gegen die Einwanderung der Weißen in das Gebiet der Indianer. Am 17. September 1868 kam es zwischen Major George A. Forsyth und seiner Truppe auf dem später so bezeichneten Beecher Island im Arickaree-River, Yuma County (Colorado), zum Kampf mit den Nördlichen und Südlichen Cheyenne unter Pawnee Killer, Tall Bull, White Horse und Roman Nose. Dabei wurden Nose und ein Lieutenant namens Frederik H. Beecher getötet.
Auf Grund seiner führenden Rolle in den Abwehrkämpfen der verbündeten Cheyenne, Arapaho und Lakota Sioux auf den Great Plains wurde er von den Amerikanern fälschlicherweise als Häuptling betrachtet; bei Vertragsverhandlungen waren daher die Amerikaner erstaunt, dass er nicht daran teilnahm. Als sie fragten, warum Roman Nose fehle, gaben die anwesenden Häuptlinge den überraschten Amerikanern zur Antwort, dass Roman Nose nicht die Stellung und Autorität innerhalb der Cheyenne Nation hätte, um für diese zu verhandeln – zudem sei er keineswegs ein Häuptling.